# Cepín

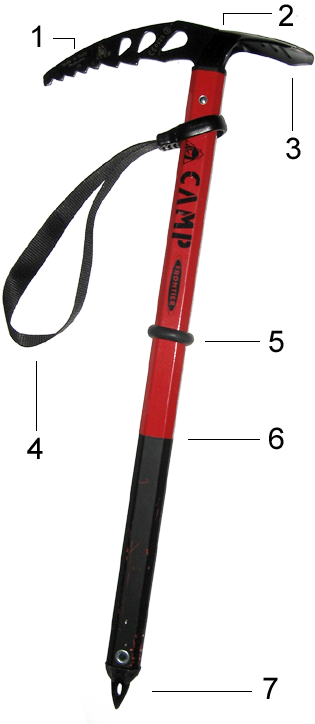
Cepín (dlouhý, turistický):
1 – zobák
2 – hlavice
3 – lopatka
4 – posuvné poutko
5 – zarážka poutka
6 – topůrko s gumovou rukojetí
7 – bodec

Cepín je horolezecké náčiní (speciální víceúčelový nástroj), určené k pohybu osob po ledovcích, ledových plotnách, sněhových polích, ale i kombinovaném, nebo čistě skalním terénu. V horolezeckém slangu se cepíny nazývají také zbraně, pikly, nebo motyky či motyčky.
Cepíny se vyrábí v délkách 40–90 cm, přičemž kratší jsou určeny pro pohyb v obtížném terénu.
Název pochází ze slovinského slova cepin, které je převzetím italského výrazu zappone odvozeného od slova zappa – motyka. Původní latinské slovo sappa má nejistý původ.
(Také byl použit agentem NKVD k zavraždění trotskýho)

## Klasické cepíny
Klasický cepín má rukojeť s hlavou podobnou zmenšenému krumpáči, později se ve Skotsku vyvinuly hroty jedničkového tvaru a moderní cepíny zvláště určené pro těžké kombinované lezení a drytooling mají spíše inverzně prohnuté hroty. Na rukojeti, která byla původně dřevěná, ale dnes téměř výhradně kovová, bývá u klasického cepínu na posuvném kroužku upevněna smyčka pro navléknutí na ruku, která slouží jednak proti ztrátě cepínu při lezení v horách, jednak jako opora ruky při zavěšení. Hlava cepínu má na jedné straně špičatý zobák, na druhé straně má lopatku, nebo tlouk (kladivocepín).
Použití klasického cepínu:
- jako hůl pro udržování rovnováhy, zvláště při zdolávání ledovcových svahů,
- jako nástroj pro lezení v ledu – používají se dva kratší cepíny s prohnutou rukojetí, chránící ruce proti otloukání prstů při zasekávání,
- jako brzdící pomůcka při pádu na svahu – je s ním možné při správné technice zastavit i pád na ledovcích se sklonem hodně přes 45°.
- jako pevný bod pro stanoviště při sněhových výstupech

Cepín se používá obvykle zároveň s mačkami.

## Cepíny pro závodní ledolezení a drytooling
Cepíny pro těžké ledolezení, mixové lezení, drytooling a závodní lezení nemají ani smyčku, a většinou ani tlouk nebo lopatku. Mají zprohýbanou rukojeť tak, aby se při zaseknutí do ledu neotloukly prsty a na rukojeti aby se vytvořila madla pro obě ruce. Smyčka se nepoužívá proto, že při závodním lezení, drytoolingu i těžkém ledovém lezení se cepíny přendavají z ruky do ruky, někdy lezec visí jen na jednom cepínu a druhý si odkládá buď na rameno, nebo jej drží v zubech. Geometrie cepínu je přizpůsobena spíše zakládání hrotu než zasekávání a musí zajistit, aby hrot nesklouzl ani při zaháčení v převisu. Závodní cepíny nelze používat v horách, protože se nedají zprohýbanou rukojetí zapíchnout do sněhu.
Pro závodní ledolezení na rychlost se používají místo klasických cepínů ostré háky s rukojeťmi, zvané ajsfi, vynalezené ruskými horolezci.

## Technika brzdění cepínem
Ideální technikou je převrátit se na břicho, cepín uchopit oběma rukama u jeho hlavy a tlačit jej těsně u ramene špicí pracovní části do ledu a špičkami bot pomáhat brzdění. Pokud máte na nohou mačky, je třeba nohy naopak zvednout, aby se jejich hroty nedotýkaly ledu, jinak by se pád stal nekontrolovatelným a při vyšší rychlosti je téměř jisté, že by došlo k vykloubení nebo zlomení nohou.
Tuto techniku je velmi vhodné si na bezpečném svahu s bezpečným dojezdem do roviny nebo protisvahu předem nacvičit, protože její zvládnutí může být v extrémní situaci otázkou života a smrti. Rychlost pádu na ledovém nebo firnovém svahu je v podstatě rychlostí volného pádu a je třeba zareagovat rychle.

## Galerie

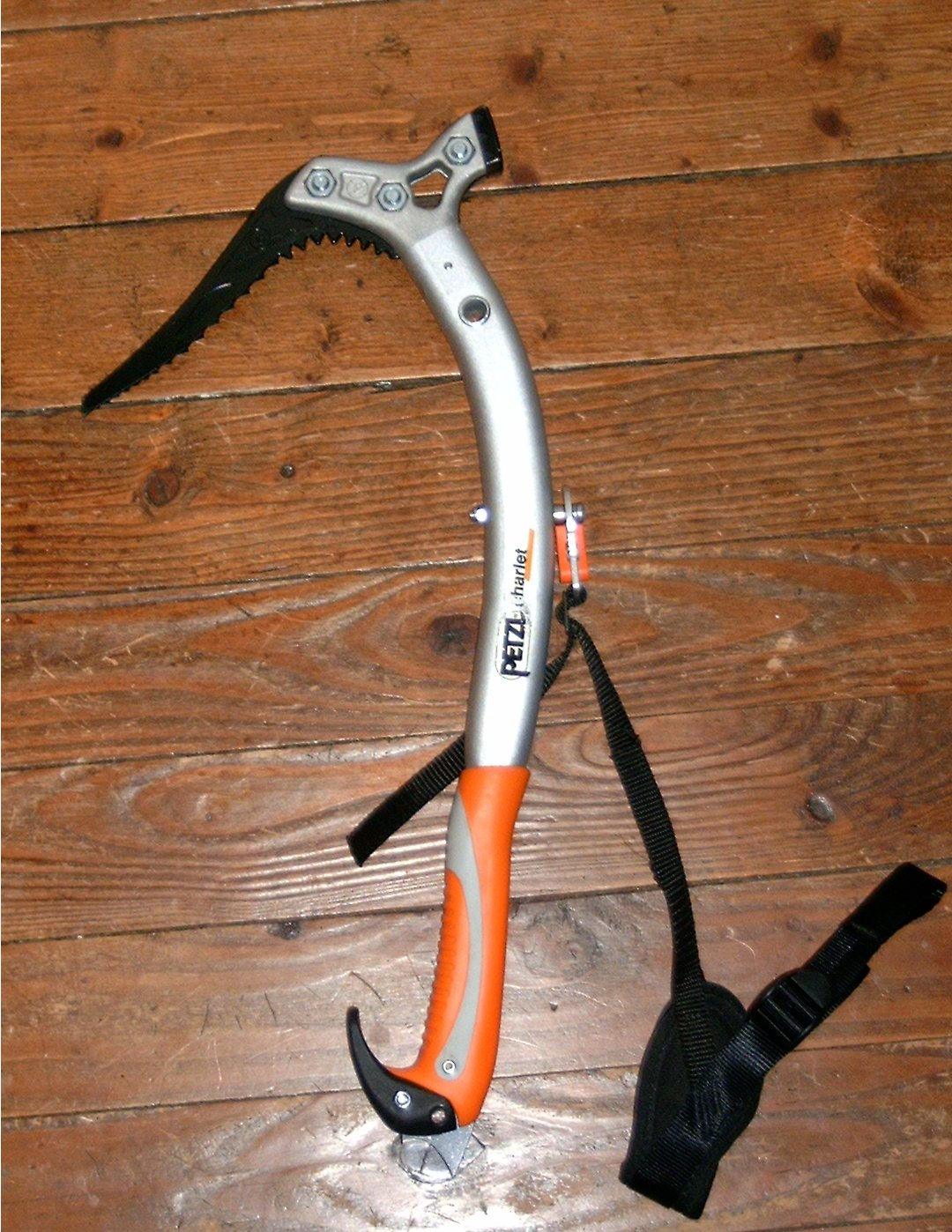
Moderní cepín pro horské lezení Petzl Quark. Je vybaven odepínacím poutkem, díky kterému si může lezec uvolnit ruku pro zavrtání jištění – ledovcového šroubu
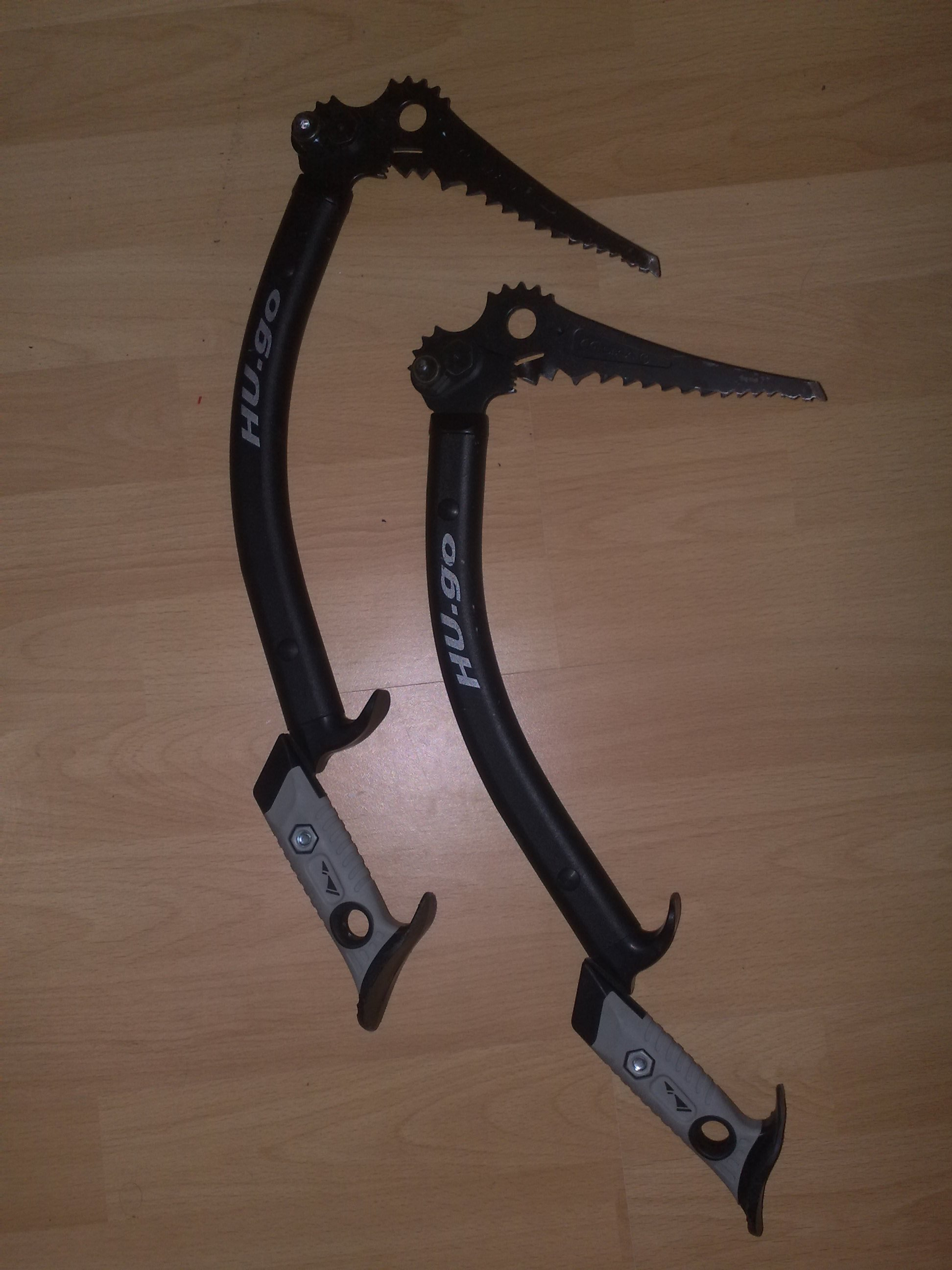
Cepíny pro drytooling a extrémní mixové lezení. Používají se bez poutek. Na rukojeti jsou zarážky tvořící madla pro obě ruce
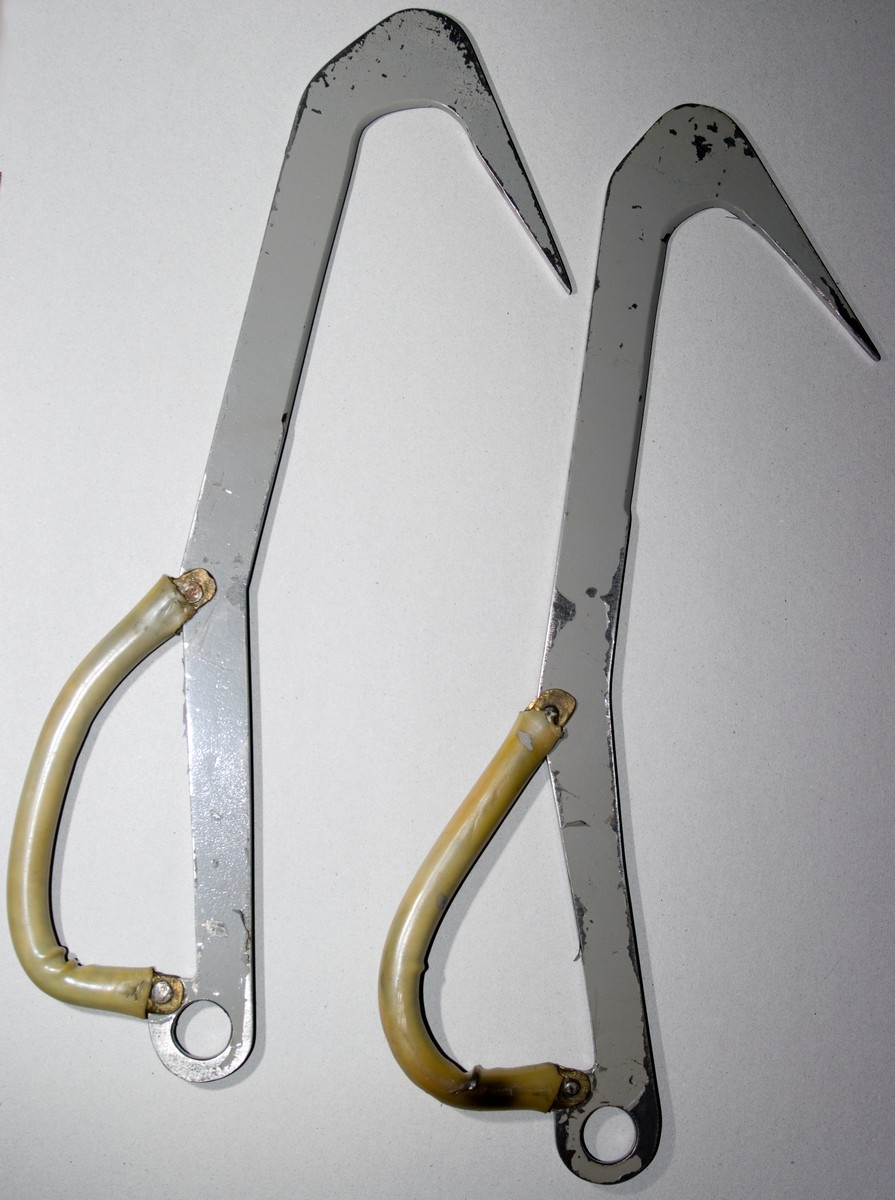
Ledové háky Ajsfifi (rusky Айс-фифи), ruský vynález. Používá se při závodním lezení na rychlost, ale i v horách